# Rodrick Rhodes
Rodrick Rhodes (Jersey City, 24 settembre 1973) è un ex cestista e allenatore di pallacanestro statunitense, professionista nella NBA.

## Carriera
È stato selezionato dagli Houston Rockets al primo giro del Draft NBA 1997 (24ª scelta assoluta).

## Palmarès
- McDonald's All-American Game (1992)